# Téléphérique du Parc des Nations
Le téléphérique du Parc des Nations (en portugais : Teleférico do Parque das Nações, également appelé Teleférico da Expo), est un téléphérique situé à Lisbonne, dans le quartier du Parc des Nations. Construit à l'occasion de l'Exposition Universelle de 1998, il est destiné à des fins touristiques. Il est exploité par la société Telecabine Lisboa, dans le cadre du site Expo'98.
L'équipement installé est de la marque Doppelmeyr et se compose de 44 cabines suspendues sur sept piliers de hauteur variable.